# Jamaica i olympiska vinterspelen 1994
Jamaica deltog med fyra deltagare vid de olympiska vinterspelen 1994 i Lillehammer. Ingen av landets deltagare erövrade någon medalj.

## Bob
- Chris Stokes
- Dudley Stokes
- Wayne Thomas
- Winston Watts